# Utricularia reticulata
Utricularia reticulata este o specie de plante carnivore din genul Utricularia, familia Lentibulariaceae, ordinul Lamiales, descrisă de James Edward Smith. Conform Catalogue of Life specia Utricularia reticulata nu are subspecii cunoscute.

## Galerie

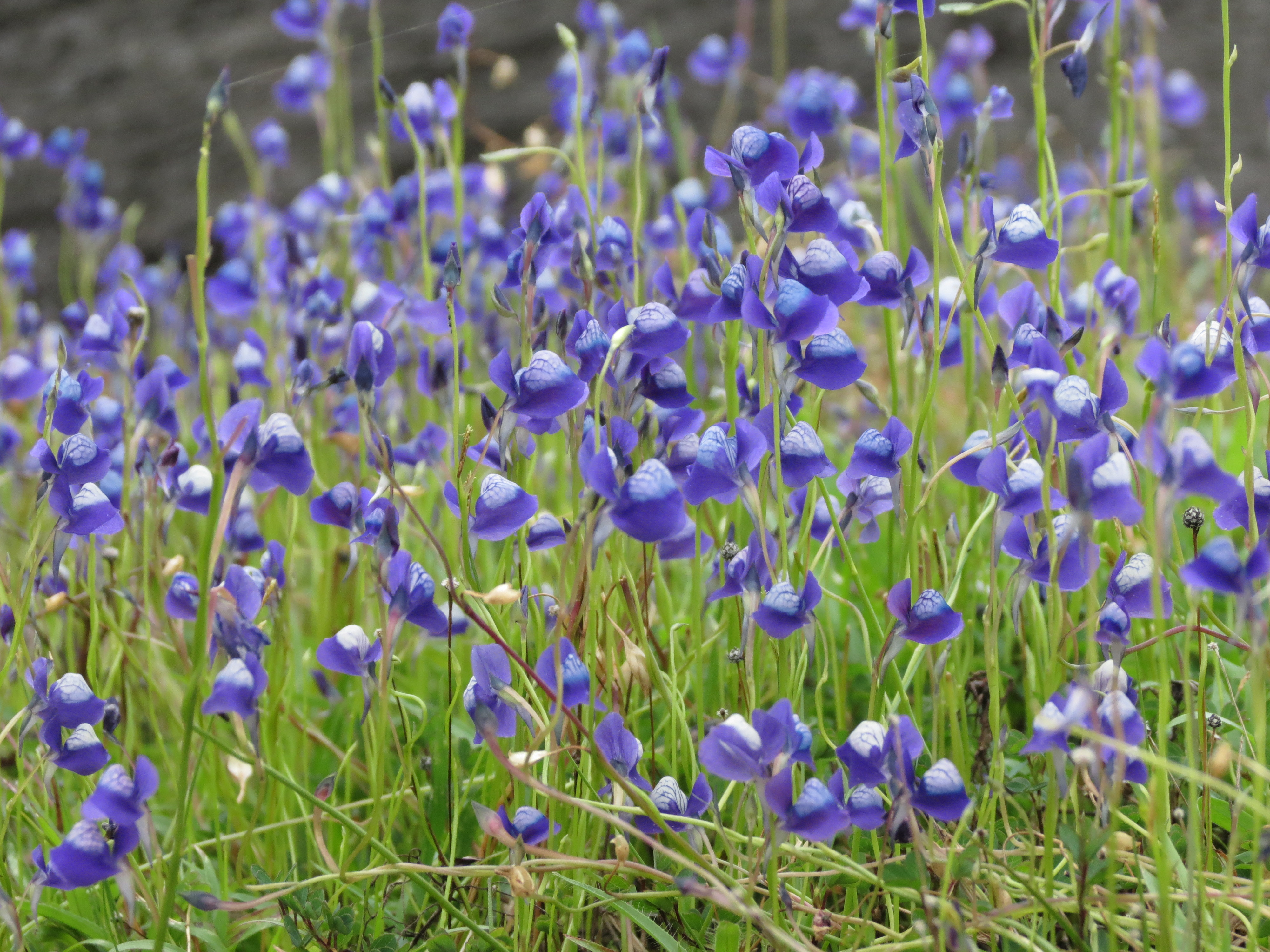